# Europamästerskapen i fälttävlan 1973
Europamästerskapen i fälttävlan 1973 arrangerades i Kiev, Sovjetunionen. Tävlingen var den 11:e upplagan av europamästerskapen i fälttävlan.

## Resultat
| Placering | Ryttare             | Häst    | Land |
| --------- | ------------------- | ------- | ---- |
| 1         | Alexander Evdokimov | Geger   | URS  |
| 2         | Herbert Blöcker     | Albrant | GER  |
| 3         | Horst Karsten       | Sioux   | FRG  |

| Placering | Land           |
| --------- | -------------- |
| 1         | Västtyskland   |
| 2         | Sovjetunionen  |
| 3         | Storbritannien |